# Casearia grandiflora
Casearia grandiflora Cambess. – gatunek rośliny z rodziny wierzbowatych (Salicaceae Mirb.). Występuje naturalnie w Kolumbii, Wenezueli, Gujanie, Gujanie Francuskiej, Boliwii oraz Brazylii (w stanach Acre, Amazonas, Amapá, Pará, Rondônia, Roraima, Tocantins, Bahia, Ceará, Maranhão, Paraíba, Pernambuco, Piauí, Goiás, Mato Grosso do Sul, Mato Grosso, Espírito Santo, Minas Gerais i São Paulo, a także w Dystrykcie Federalnym). 

## Morfologia
PokrójZrzucające liście drzewo lub krzew dorastające do 1,5–20 m wysokości.
LiścieBlaszka liściowa ma podługowaty kształt. Mierzy 4–13 cm długości oraz 1,5–5 cm szerokości, jest piłkowana na brzegu, ma ostry wierzchołek. Ogonek liściowy jest nagi.
KwiatySą zebrane w pęczki, rozwijają się w kątach pędów. Mają 5 działek kielicha o owalnym kształcie. Kwiaty mają 10 pręcików.
OwoceMają kulistawy kształt i osiągają 7–8 mm średnicy.

## Biologia i ekologia
Rośnie w lasach oraz na sawannach. Występuje na wysokości do 1500 m n.p.m.